# لو بلغارستان
لو بلغارستان (به بلغاری: български лев) با کد ایزوی BGN، یکای پول رایج در کشور بلغارستان تا سال ۲۰۲۶ بود. مسئولیت کنترل این یکای پول برعهدهٔ بانک مرکزی بلغارستان قرار داشت. واحد لو بعد از تبدیل پول بلغارستان به یورو از یکم ژانویه ۲۰۲۶ منسوخ شد.